# Белореченский (Ставропольский край)
Белоре́ченский — посёлок в Ставропольском крае России. Входит в городской округ город-курорт Кисловодск.

## География
Расстояние до краевого центра: 142 км.

## История
На 1 марта 1966 года посёлок входил в состав территории Зеленогорского сельсовета Предгорного района (с центром в посёлке Зеленогорский):23.
На 1 января 1983 года значился в составе Аликоновского сельсовета (с центром в посёлке Аликоновка), подчинённого Кисловодскому горсовету:30.

## Население
| 1989 | 2002 | 2010 | 2014 | 2020 |
| ---- | ---- | ---- | ---- | ---- |
| 673  | ↗734 | ↗837 | ↘800 | ↘778 |

По данным переписи 2002 года в национальной структуре населения Белореченского преобладают карачаевцы (74 %).

## Образование
Школьники посёлка обучаются в лицее № 8 города Кисловодска.

## Связь
Из-за сложного рельефа местности населённый пункт находится вне зоны покрытия цифровым телевизионным вещанием.

## Религия
В отдалении от посёлка, рядом с кладбищем, построена мечеть (молельный дом) — одна из трёх расположенных на территории городского округа (две другие находятся в городе Кисловодске и посёлке Индустрия). Здание может вмещать примерно 500 верующих.

## Археология
- Поселение «Белореченское-1», I тысяча до н. э.  261741155400006
- Поселение «Белореченское-2», VIII—VII вв. до н. э.  261741155420006
- Могильник «Белореченский-3», I тысяча до н. э.  261741289020006
- Могильник «Белореченский-1», VI—V вв. до н. э.  261640489880006
- Могильник «Белореченский-2», VIII-VI вв. до н. э.  261640490110006